# معتقد نقاء الدم (هاري بوتر)
نقاء الدم (بالإنجليزية: Blood Purity)‏ مصطلح ابتكرته المؤلفة البريطانية جيه كيه رولينغ في سلسلتها عن مغامرات الصبي الساحر هاري بوتر ليرمز إلى المُعتقد شبه العنصري المرتبط به، يُستخدم في العالم السحري فقط، ويعني خلو سلالات السحرة من أي شخص غير سحري. وحصر الامتياز السحري في العائلات السحرية بالكامل. يُشكل مُعتقد نقاء الدم ركيزة أساسية في المجتمع السحري في سلسلة هاري بوتر، ويُعد أحد مقاييس تصنيف السحرة.

## تاريخ المُعتقد
يُعتقد بقوة أن سالازار سليذرين، أحد مؤسسي هوغوورتس، هو صاحب مُعتقد نقاء الدم، وأول من آمن بالفكرة ، وسعى لنشرها في المجتمع السحري. من المعروف أن سليذرين سعى لتطهير هوغوورتس من أولئك الذين وُلدوا لأسر غير سحرية، وترك المدرسة بعد خلافات حادة مع بقية المؤسسين على خلفية الموضوع، بعد أن بنى حجرة الأسرار ليأتي وريثه من بعده ويفتحها.
انتشر مُعتقد نقاء الدم في العائلات السحرية، وأصبح معياراً هاماً من معايير تصنيف السحرة وتقسيمهم، وعبر ألف عام منذ بناء هوغوورتس، أنشأت العائلات السحرية تقاليد خاصة بها، تقتضي منع اختلاطها بغير السحرة، ومعاداة السحرة الذين يختلطون بغير السحرة، أو يتزوجون منهم. يعتقد بعض السحرة مثل روبياس هاغريد أن السحرة سينقرضون لو لم يتزاوجوا مع غير السحرة ، لكنه هو نفسه نصف عملاق.
تشتهر بعض العوائل في العالم السحري بمحافظتها على نقاء دمائها على مر العصور وحصر أمور الزواج بأبناء الأسر السحرية المعروفة
و في حال قام أحد أبنائها بالارتباط بفرد من العامة فإن العائلة تنكره وتلغى وجوده من شجرتها كما اعتادت أن تقوم عائلة بلاك.

## الأسر السحرية النقية
اشتهرت بعض العائلات السحرية بنقاء دم أفرادها، وحفاظها على نقاء دمائها باستمرار، تشترك بعض عائلات السحرة النقية في احتقارها لغير السحرة، ودعوتها للحط منهم، وأيد مُعظم أفرادها فلسفة لورد فولدمورت الداعية لتطهير العالم السحري من ذوي الأصول العامية. كما أصبح كثيرين منهم أكلة الموت.
عائلات أخرى مثل آل ويزلي تمتاز بنقاء دماء أفرادها الكامل، تعرضت للنبذ من قبل بقية العائلات السحرية بسبب ميلها لمخالطة غير السحرة، وعدم تفريقها بين الأصول السحرية. عُدت عائلة ويزلي خائنة للدم منذ وقت طويل، وعُد الزواج من أحد أفرادها مدعاة للطرد من العائلة. بالرغم من استمرارية نقاء دماء آل ويزلي لفترة طويلة، فإن هذه الاستمرارية مهددة بميل رون ويزلي إلى صديقته ذات الأصول العامية هرمايني غرينجر، وميل شقيقته جيني ويزلي إلى هاري بوتر ذي الدم الخليط.
- آل بلاك
- آل مالفوي
- آل ويزلي
- آل لونج بوتم
- آل غاونت
- آل بوتر
- آل ليسترانج
- آل باركنسون
- آل كراب
- آل جويل
- آل نوت
- آل افري

ال ديجوري
ال تشانج

## مصطلحات مرتبطة
- خليط الدم
- مولودي العامة

## إشارات
1. 1 2  جيه كيه رولينغ هاري بوتر وحجرة الأسرار. بلومزبري. 1998.
2. ↑  شجرة عائلة بلاك
3. ↑  جيه كيه رولينغ هاري بوتر والأمير الخليط. بلومزبري. 2005